# Адамовка (Адамовский район)
Ада́мовка — посёлок (ранее — посёлок городского типа), центр Адамовского района Оренбургской области России.

## География
Расположен на реке Жарлы (бассейн Урала), в 404 км от областного центра.

## История
Основан в первом десятилетии XX века. Посёлок городского типа с 1959 года. Преобразован в сельский населённый пункт в 1999 году.

## Население
| 1989 | 2002  | 2010  | 2021  |
| ---- | ----- | ----- | ----- |
| 7717 | ↗8038 | ↘7733 | ↗8288 |

Национальный состав Адамовки по данным переписи населения 1939 года: украинцы — 39,3 % или 777 чел., казахи — 31,2 % или 617 чел., русские — 26,5 % или 524 чел. Всего в посёлке тогда проживало 1 977 чел.

## Экономика
В посёлке ранее имелся хлебозавод и кирпичный завод. Работавший ранее молокозавод не функционирует.
В посёлке ранее действовал аэродром.
В годы активного освоения целины на северо-востоке от районного центра (в посёлке Новоадамовка) имелась станция узкоколейной железной дороги "Шильда — Адамовка — Аниховка — совхоз «Озёрный» (узкоколейная железная дорога была закрыта и разобрана в начале 1990-х годов из-за нерентабельности).

## Культура
В посёлке работают сельскохозяйственный техникум — филиал ФГБОУ ВПО «Оренбургский государственный аграрный университет», две общеобразовательные школы, дом творчества, районный дом культуры «Целинник», культурный центр досуга и развлечений «Восход», физкультурно-оздоровительный комплекс «Золотой колос».
В посёлке действуют два муниципальных средних общеобразовательных учреждения: средняя общеобразовательная школа №1 им. М. И. Шеменёва №1 и средняя общеобразовательная школа №2; музыкальная школа; дом творчества, а также ВУЗ.